# Сакер, Франк
Фрэнк Уоррен Сакер (10 августа 1907, Торонто — 6 апреля 1980, Торонто) — бывший канадский каноист. Принимал участие в соревнованиях по гребле на байдарках и каноэ в 1930-х годах. Участник летних Олимпийских игр 1936 года в Берлине.

## Спортивные достижения
В году 1936 году на  летних Олимпийских играх в Берлине завоевал серебряную медаль в дисциплине С-2 на дистанции 10000 метров и бронзовую медаль в дисциплине С-2 1000 метров. Партнёром Сакера на соревнованиях был канадский спортсмен Харви Чатерс (Harvey Charters).
Франк Сакер и Харви Чартерс выступали за яхт-клуб Toronto’s Balmy Beach Canoe Club в Торонто. Вдвоем они были первыми на канадском чемпионате в 1935 году.
Олимпиада была единственным крупным международным турниром Сакера. После олимпиады он перестал участвовать в соревнованиях.